# Pierre-François Audry de Puyravault
Pour les articles homonymes, voir Audry et Puyravault.
Pierre-François Audry dit Audry de Puyravault, parfois aussi Puyraveau ou Puyravauld, est un homme politique français né à Puyravault (Charente-Inférieure) le 27 septembre 1773 et mort à Maisons-Laffitte (Seine-et-Oise) le 6 décembre 1852.

## Biographie
Pierre-François Audry est le fils de Pierre Audry, marchand et fermier du prieuré de Puyravault, et de Françoise Rondeau. Il est propriétaire dans son département.
Pierre-François Audry de Puyravault fut élu, le 28 janvier 1822, député du 2e arrondissement électoral de Charente-Inférieure (Rochefort) (162 voix sur 233 votants et 316 inscrits contre 66 voix à Antoine Bonnet de Lescure, député sortant). Il fut réélu dans la même circonscription le 17 novembre 1827 (138 voix sur 251 votants et 294 inscrits contre 108 voix à M. Bonnet de Lescure).
Siégeant à l'extrême gauche, Audry de Puyravault fut l'un des opposants les plus actifs au gouvernement de la Seconde Restauration et l'un des protagonistes de la Révolution de 1830. Le 16 mars 1830, il fit partie des députés qui votèrent l'adresse des 221 contre le ministère Polignac. Il fut réélu après la dissolution de la Chambre, le 3 juillet 1830 (220 voix sur 300 votants et 331 inscrits contre 75 à M. Bonnet de Lescure).
Après la publication des ordonnances de Saint-Cloud le 26 juillet, les députés libéraux ainsi que de nombreux journalistes entrèrent en résistance. Lors de la réunion qui se tint le 27 chez Jacques Laffitte, Audry de Puyraveau se montra l'un des plus déterminés. Le lendemain, mercredi 28, il réunit à deux reprises les députés de gauche dans sa maison, siège de l'entreprise de roulage qu'il dirigeait. La cour était pleine d'ouvriers et d'étudiants armés, convoqués par lui pour exciter l'énergie de ses hôtes. François Mauguin demanda la formation d'un gouvernement provisoire, mais on ne put qu'adopter une protestation que Guizot avait apportée toute rédigée et dont la phrase la plus compromettante était que « les conseillers de la couronne trompaient les intentions du monarque. » Encore personne ne voulut-il signer ; on se contenta de mettre au bas : Étaient présents...

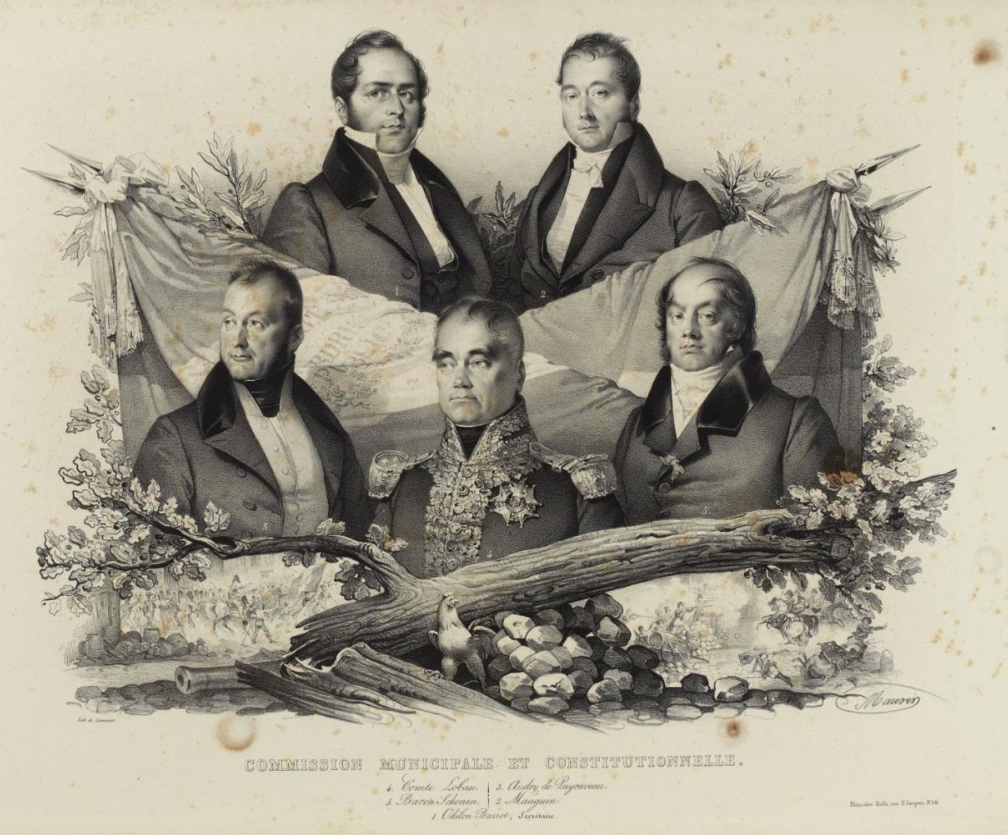
Commission municipale et constitutionnelle. / 4. Comte Lobau. 3. Audry de Puyraveau. / 5. Baron Schonen. 2. Mauguin. / 1. Odilon Barrot, Secrétaire.

Désespérant de l'efficacité des protestations parlementaires, Audry de Puyraveau fit imprimer et afficher dans la nuit la nomination de La Fayette comme général de la garde nationale, lui colonel en étant son aide de camp. Le lendemain, 29 juillet, il installa le nouveau général à l'Hôtel de ville et fut nommé, le cinquième sur six, membre de la Commission municipale et constitutionnelle provisoire qui se chargea d'administrer la capitale face à la carence des pouvoirs civil et militaire (V. Ministère nommé par la commission municipale de Paris).
Aux élections du 5 juillet 1831, il fut réélu à Rochefort (271 voix sur 334 votants et 377 inscrits contre 45 voix au contre-amiral Jacob).
En 1832, il participa, comme membre du comité directeur, à la fondation de la Société des Droits de l'Homme, société républicaine destinée à entretenir les sentiments révolutionnaires.
Le 21 juin 1834, il fut battu à Rochefort par le vice-amiral Grivel, mais l'élection fut annulée et Audry retrouva de justesse son siège à la Chambre, au deuxième tour de scrutin (156 voix contre 149 à son adversaire).
Lors du procès des accusés des insurrections de Lyon d'avril 1834 devant la Chambre des pairs, Audry fut l'un de leurs défenseurs et signa l'adresse aux accusés qui se terminait par les mots : « L'infamie du juge fait la gloire de l'accusé » (mai 1835). Pour ce fait, la Chambre des députés autorisa des poursuites contre lui. Il refusa de comparaître devant la Chambre des pairs, Michel de Bourges et Ulysse Trélat, cosignataires de la pétition, en ayant assumé toute la responsabilité. Il fut néanmoins condamné par la chambre des pairs à un mois d'emprisonnement et à 200 Fr. d'amende.
Il ne fut pas réélu le 30 octobre 1837 après la dissolution obtenue par le ministère Molé. La politique avait fort dérangé ses affaires privées et l'avait amené au bord de la ruine. Il dut, comme il le dit dans plusieurs lettres à ses amis, « mettre ses biens en loterie pour [se] tirer de la misère ».

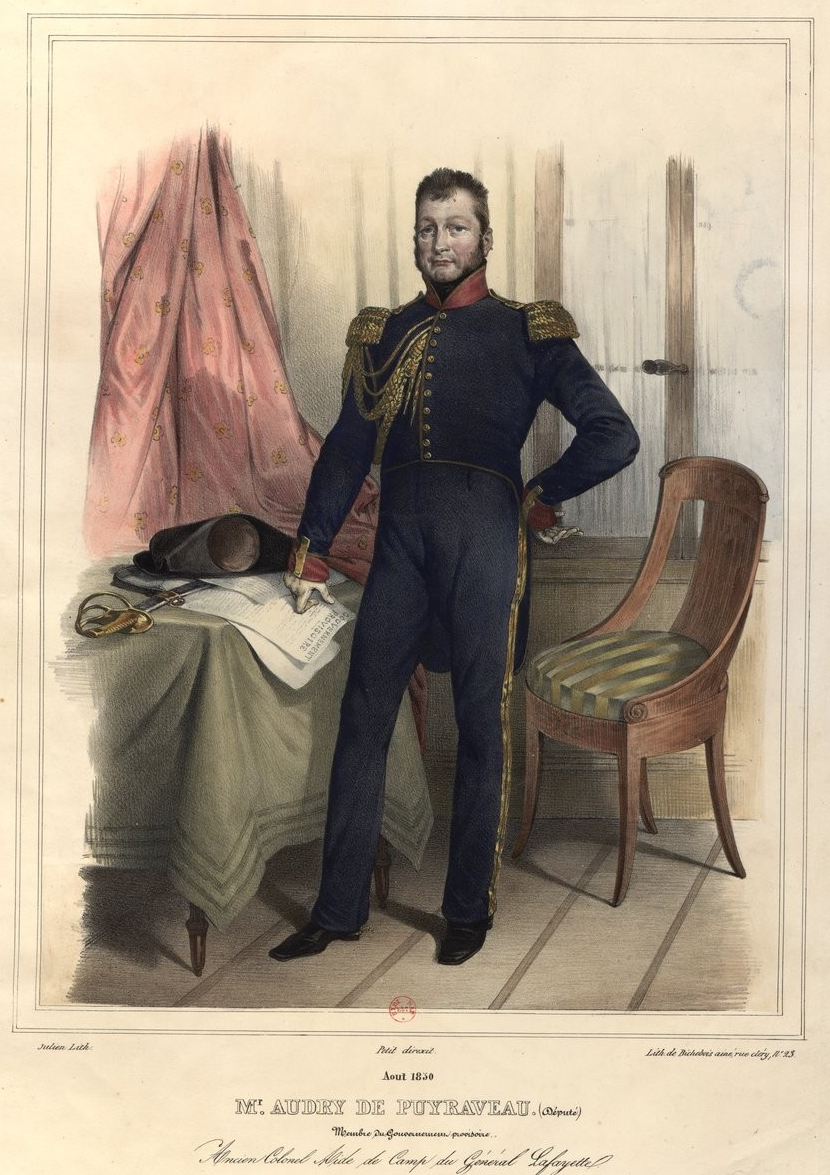
Audry de Puyraveau

Il reparut sur la scène politique après la Révolution de 1848. Le 23 avril 1848, il fut élu représentant du peuple à l'Assemblée constituante par le département de la Charente-Inférieure (9e sur 12 avec 56.508 voix sur 111.907 votants et 136.016 inscrits) et présida, comme doyen d'âge, les premières séances jusqu'à l'élection de Buchez. Il vota contre le décret sur les clubs (28 juillet 1848), contre le rétablissement du cautionnement (9 août), contre les poursuites contre Louis Blanc et Caussidière (26 août), pour l'abolition de la peine de mort (18 septembre), pour l'impôt proportionnel et contre l'impôt progressif (25 septembre), pour l'amendement Grévy sur la présidence (7 octobre), contre la sanction de la Constitution par le peuple (23 octobre), contre l'amendement Pyat sur le droit au travail (2 novembre), pour l'ordre du jour en faveur du général Cavaignac (25 novembre), contre le renvoi des accusés du 15 mai devant la Haute Cour (22 janvier 1849), abstention sur l'interdiction des clubs (24 mars), pour l'amnistie des transportés (2 mai), pour l'abolition de l'impôt sur les boissons (18 mai), pour l'ordre du jour sur les affaires d'Italie et de Hongrie (23 mai).
En 1831, il était domicilié 8, rue de Valois à Paris.

## Iconographie
Une médaille à l'effigie d'Audry de Puyravault, commandée par des "patriotes reconnaissants", fut réalisée en 1835 par le graveur Émile Rogat. Elle porte au revers la citation fameuse : "L'infamie des juges fit la gloire des condamnés" (musée Carnavalet, ND 0150).

## Odonymie
- Rochefort : Rue Audry de Puyravault.

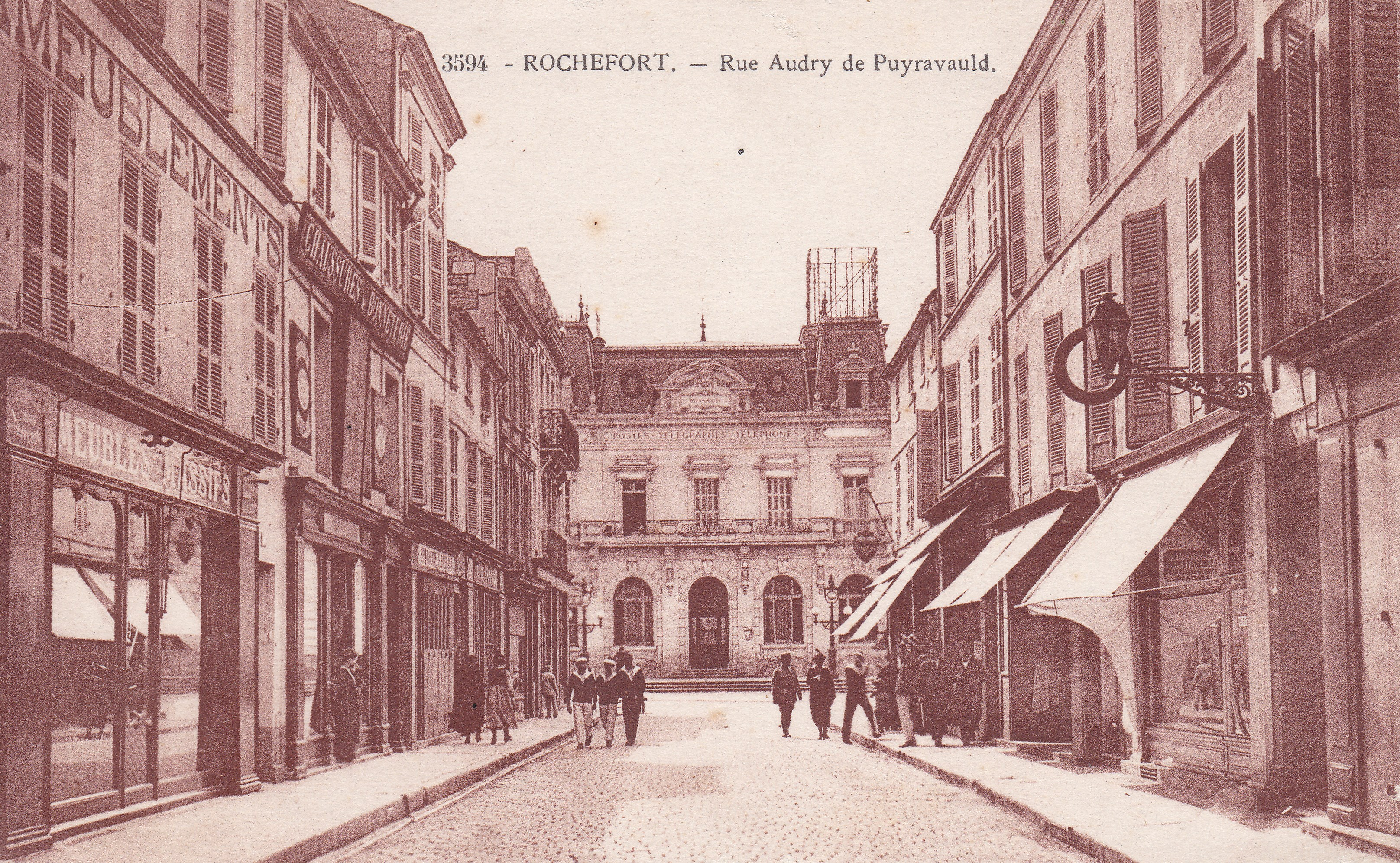
La rue Audry de Puyravault à Rochefort.